# Jonas Wieselgren
Jonas Wieselgren född 1 oktober 1724 i Vislanda församling, Kronobergs län, död 2 november 1795 i Lenhovda församling, Kronobergs län, var en svensk präst.

## Biografi
Jonas Wieselgren föddes 1724 i Vislanda församling. Han var son till soldaten Abraam Ingemarsson och Ingeborg Månsdotter. Wieselgren blev 1749 student vid Lunds universitet och disputerade 1753 och 1754. Han avlade magisterexamen 1757 och prästvigdes 15 december 1757. Wieselgren blev 1764 komminister i Ekeberga församling och 1774 i Växjö landsförsamling. År 1771 avlade han pastoralexamen och blev 1780 kyrkoherde i Lenhovda församling. Han blev 1783 prost. Wieselgren avled 1795 i Lenhovda församling.

### Familj
Wieselgren gifte sig 14 mars 1764 med Sophia Wiesel (1732–1799). Hon var dotter till kyrkoherde Samuel Wiesel och Margaretha Littorin. De fick tillsammans barnen Margareta Christina Wieselgren (född 1764) som var gift med kyrkoherden Johan Engstrand, Ingeborg Sophia Wieselgren (född 1767) som var gift med kyrkoherden Jonas Ödman i Norra Sandsjö församling, Sara Helena Wieselgren (född 1769–1843) som var gift med amiralitetslöjtnanten C. D. Osterman och Anna Lovisa Wieselgren (1771–1773).